# Il micione innamorato
Il micione innamorato (The Hep Cat) è un film del 1942 diretto da Robert Clampett. È un cortometraggio d'animazione della serie Looney Tunes (il primo a colori di tale serie), uscito negli Stati Uniti il 3 ottobre 1942. Il film ha come antagonista un cane identico a Willoughby, sebbene venga identificato con un altro nome.

## Trama
Un gatto passeggia attraverso un lotto abbandonato. Sfortunatamente si imbatte in un cane di nome Rosebud che, dopo aver notato il gatto, gli dà la caccia. Il gatto, dopo essergli sfuggito con successo, inizia a cantare una canzone narcisistica in cui si autodefinisce affascinante. Tuttavia, quando cerca di corteggiare un'attraente gattina di nome Adeline, fallisce miseramente. Subito dopo Rosebud, fingendo di essere una gatta, manda una lettera al gatto dandogli appuntamento dietro uno steccato. Il gatto cade nel tranello, e viene nuovamente inseguito da Rosebud riuscendo però a seminarlo. Poco dopo, Rosebud usa un burattino dall'aspetto di una gattina da dietro uno steccato per attirare il gatto, che cade anche in questo trucco e viene inseguito per la terza volta. Il gatto riesce a liberarsi di Rosebud ancora una volta attraversando un filo stendibiancheria, cosa che il cane non riesce a fare rimanendovi appeso. Il gatto quindi si consola baciando il burattino e sognando che si tratti di una vera gatta.

## Distribuzione

### Edizione italiana
Il cortometraggio fu distribuito nei cinema italiani il 27 settembre 1962 nel programma Silvestro contro tutti, in lingua originale. Fu doppiato in italiano solo nel 1999 per la trasmissione televisiva dalla Time Out Cin.ca sotto la direzione di Massimo Giuliani su dialoghi di Raffaella Pepitoni. Non essendo stata registrata una colonna internazionale, la musica presente durante i dialoghi e la canzone fu sostituita.

### Edizioni home video

#### VHS
America del Nord
- Daffy Duck and Company (1990)
- The Golden Age of Looney Tunes Volume 4: Bob Clampett (1992)

#### Laserdisc
- The Golden Age of Looney Tunes (11 dicembre 1991)

#### DVD e Blu-ray Disc
Il corto fu pubblicato in DVD-Video in America del Nord nel quarto disco della raccolta Looney Tunes Golden Collection: Volume 2 (intitolato Looney Tunes All-Stars: On Stage and Screen) distribuita il 2 novembre 2004; il DVD fu pubblicato in Italia il 16 marzo 2005 nella collana Looney Tunes Collection, col titolo All Stars: Volume 3. In America del Nord fu inserito anche nel secondo disco della raccolta DVD Looney Tunes Spotlight Collection Volume 2, uscita il 2 novembre 2004, e nel primo disco della raccolta Looney Tunes Platinum Collection: Volume Three, uscita in Blu-ray Disc il 12 agosto 2014 e in DVD il 4 novembre.

## Accoglienza
Nel 2010 il film fu selezionato per l'inclusione nel libro di Jerry Beck The 100 Greatest Looney Tunes Cartoons; in tale occasione lo sceneggiatore Earl Kress scrisse: "La messa in scena, oltre all'eccezionale sceneggiatura di Warren Foster, rendono questa una delle migliori Looney Tunes". Nello stesso libro Beck aggiunse: "La prima Looney Tune a colori esemplifica Clampett nel suo divertimento più malizioso. Una sovrabbondanza di palese umorismo sessuale dimostra che questi cartoni animati non sono mai stati indirizzati direttamente ai bambini".